# 欧内斯特·约翰逊
欧内斯特·约翰逊（英語：Ernest Johnson，1912年11月18日—1997年11月29日），英国男子自行车运动员。他曾代表英国参加1932年和1936年夏季奥林匹克运动会自行车比赛，获得二枚铜牌，均来自男子团体追逐赛项目。